# Надрелигиозност
Надрелигиозност е принцип на езотеричното християнство, който се основава на идеята, че съществува духовна традиция извън ограниченията на времето, пространството, цивилизацията и културата. Тя извира от аз-а на космоса и се изявява в различните култури и цивилизации като различни религии и духовни традиции. Според езотеричното християнство този макрокосмичен аз се познава от човечеството под името „Христос“, но през вековете към същия принцип са се отнасяли различни божествени имена от дадена духовна традиция, например Вшвакарман, Ахура Мазда и Озирис.